# Canthydrus diophthalmus
Canthydrus diophthalmus – gatunek wodnego chrząszcza z rodziny Noteridae i podrodziny Noterinae.

## Taksonomia
Gatunek został opisany w 1855 roku przez Louisa Jérôme Reiche'a i Félicien Henry'ego Caignarta de Saulcy jako Hydrocanthus diophthalmus. 

## Występowanie
Gatunek rozprzestrzeniony od krajów śródziemnomorskich i Azji po Afrykę Środkową. Wykazany został dotąd z włoskich Sardynii i Sycylii, Hiszpanii, Turcji, Syrii, Libanu, Cypru, Izraela, Egiptu, Libii, Algierii, Tunezji, Maroka, Senegalu, Kamerunu, Etiopii, Angoli, Sudanu, Konga, Zairu, Iraku oraz Iranu.